# IGFBP7
IGFBP7 (англ. Insulin like growth factor binding protein 7) – білок, який кодується однойменним геном, розташованим у людей на короткому плечі 4-ї хромосоми.  Довжина поліпептидного ланцюга білка становить 282 амінокислот, а молекулярна маса — 29 130.
| 10         |  | 20         |  | 30         |  | 40         |  | 50         |
| ---------- |  | ---------- |  | ---------- |  | ---------- |  | ---------- |
| MERPSLRALL |  | LGAAGLLLLL |  | LPLSSSSSSD |  | TCGPCEPASC |  | PPLPPLGCLL |
| GETRDACGCC |  | PMCARGEGEP |  | CGGGGAGRGY |  | CAPGMECVKS |  | RKRRKGKAGA |
| AAGGPGVSGV |  | CVCKSRYPVC |  | GSDGTTYPSG |  | CQLRAASQRA |  | ESRGEKAITQ |
| VSKGTCEQGP |  | SIVTPPKDIW |  | NVTGAQVYLS |  | CEVIGIPTPV |  | LIWNKVKRGH |
| YGVQRTELLP |  | GDRDNLAIQT |  | RGGPEKHEVT |  | GWVLVSPLSK |  | EDAGEYECHA |
| SNSQGQASAS |  | AKITVVDALH |  | EIPVKKGEGA |  | EL         |  |            |

A: Аланін

C: Цистеїн

D: Аспарагінова кислота

E: Глутамінова кислота

G: Гліцин

H: Гістидин

I: Ізолейцин

K: Лізин

L: Лейцин

M: Метіонін

N: Аспарагін

P: Пролін

Q: Глутамін

R: Аргінін

S: Серин

T: Треонін

V: Валін

W: Триптофан

Кодований геном білок за функцією належить до фосфопротеїнів. 
Задіяний у таких біологічних процесах як клітинна адгезія, поліморфізм, альтернативний сплайсинг. 
Секретований назовні.